# Matt Berninger
 (octobre 2017).
Si vous disposez d'ouvrages ou d'articles de référence ou si vous connaissez des sites web de qualité traitant du thème abordé ici, merci de compléter l'article en donnant les références utiles à sa vérifiabilité et en les liant à la section « Notes et références ».
Matthew Donald Berninger (né le 13 février 1971) est un auteur-compositeur-interprète américain. Il est principalement connu pour être le chanteur du groupe The National.
En 2014, il forme le projet EL VY project en collaboration avec Brent Knopf du groupe Ramona Falls & Menomena. Ensemble, ils publient l'album Return to the Moon (novembre 2015).
Berninger a une voix de baryton.

## Discographie

### Albums studio
- 2019 - Serpentine Prison (Book Records / Concord Records)
- 2025 - Get Sunk (Book Records / Concord Records)

### Autres Projets
EL VY
- 2015 - Return to the Moon (4AD Records)